# 2915 Moskvina
A 2915 Moskvina (ideiglenes jelöléssel 1977 QY2) a Naprendszer kisbolygóövében található aszteroida. Nyikolaj Sztyepanovics Csernih fedezte fel 1977. augusztus 22-én.